# Спарвуд
Спарвуд (англ. Sparwood) — окружний муніципалітет в Канаді, у провінції Британська Колумбія, у складі регіонального округу Іст-Кутеней.

## Населення
За даними перепису 2016 року, окружний муніципалітет нараховував 3784 особи, показавши зростання на 3,2%, у порівнянні з 2011-м роком. Середня густина населення становила 19,7 особи/км².
З офіційних мов обидвома одночасно володіли 125 жителів, тільки англійською — 3 650, тільки французькою — 5, а 5 — жодною з них. Усього 180 осіб вважали рідною мовою не одну з офіційних, з них 5 — українську.
Працездатне населення становило 69% усього населення, рівень безробіття — 6,4% (6,5% серед чоловіків та 5,6% серед жінок). 93,6% осіб були найманими працівниками, а 5,9% — самозайнятими.
Середній дохід на особу становив $58 401 (медіана $44 309), при цьому для чоловіків — $78 868, а для жінок $35 937 (медіани — $88 101 та $23 648 відповідно).
33,1% мешканців мали закінчену шкільну освіту, не мали закінченої шкільної освіти — 18,1%, 48,9% мали післяшкільну освіту, з яких 21,7% мали диплом бакалавра, або вищий.
| Статево-вікова структура населення | Статево-вікова структура населення | Статево-вікова структура населення | Статево-вікова структура населення | Статево-вікова структура населення |
| ---------------------------------- | ---------------------------------- | ---------------------------------- | ---------------------------------- | ---------------------------------- |
|                                    |                                    |                                    |                                    |                                    |
| Всього                             | Всього                             | 51,5%48,5%                         |                                    |                                    |
| 0 — 14 років                       | 0 — 14 років                       |                                    | 19,2%                              | 19,2%                              |
| 15 — 64 років                      | 15 — 64 років                      |                                    | 67,8%                              | 67,8%                              |
| 65 і більше                        | 65 і більше                        |                                    | 13%                                | 13%                                |
| 85 і більше                        | 85 і більше                        |                                    | 1,3%                               | 1,3%                               |
| Середній вік (років)               | Середній вік (років)               | 38,739,7                           | 39,2                               | 39,2                               |
| Медіана (років)                    | Медіана (років)                    | 39,540,2                           | 39,8                               | 39,8                               |
| — чоловіки — жінки                 |                                    |                                    |                                    |                                    |

| Походження мешканців:     | Походження мешканців:     | Походження мешканців: | Походження мешканців: | Походження мешканців: |
| ------------------------- | ------------------------- | --------------------- | --------------------- | --------------------- |
| Походження                |                           |                       | осіб                  | %                     |
| Корінні американці        | Корінні американці        |                       | 385                   | 10.17%                |
| Інше північноамериканське | Інше північноамериканське |                       | 1 230                 | 32.5%                 |
| Європейське               | Європейське               |                       | 2 895                 | 76.49%                |
| британське                | британське                |                       | 2 025                 | 53.5%                 |
| французьке                | французьке                |                       | 370                   | 9.78%                 |
| українське                | українське                |                       | 285                   | 7.53%                 |
| Латинськоамериканське     | Латинськоамериканське     |                       | 15                    | 0.4%                  |
| Карибське                 | Карибське                 |                       | 100                   | 2.64%                 |
| Африканське               | Африканське               |                       | 15                    | 0.4%                  |
| Азійське                  | Азійське                  |                       | 165                   | 4.36%                 |
| Океанійське               | Океанійське               |                       | 30                    | 0.79%                 |

| Зайнятість населення за галузями (за класифікацією NOC): | Зайнятість населення за галузями (за класифікацією NOC): | Зайнятість населення за галузями (за класифікацією NOC): | Зайнятість населення за галузями (за класифікацією NOC): | Зайнятість населення за галузями (за класифікацією NOC): |
| -------------------------------------------------------- | -------------------------------------------------------- | -------------------------------------------------------- | -------------------------------------------------------- | -------------------------------------------------------- |
|                                                          |                                                          |                                                          |                                                          |                                                          |
| Управління                                               | Управління                                               |                                                          | 8,3%                                                     | 8,3%                                                     |
| Бізнес, фінанси та адміністрування                       | Бізнес, фінанси та адміністрування                       |                                                          | 11,6%                                                    | 11,6%                                                    |
| Природничі та прикладні науки                            | Природничі та прикладні науки                            |                                                          | 5,2%                                                     | 5,2%                                                     |
| Охорона здоров'я                                         | Охорона здоров'я                                         |                                                          | 4,8%                                                     | 4,8%                                                     |
| Освіта, правозахист, муніципальні та урядові служби      | Освіта, правозахист, муніципальні та урядові служби      |                                                          | 6,7%                                                     | 6,7%                                                     |
| Мистецтво, культура, відпочинок та спорт                 | Мистецтво, культура, відпочинок та спорт                 |                                                          | 1,2%                                                     | 1,2%                                                     |
| Роздрібна торгівля та послуги                            | Роздрібна торгівля та послуги                            |                                                          | 18,3%                                                    | 18,3%                                                    |
| Гуртова торгівля, транспорт та обладнання                | Гуртова торгівля, транспорт та обладнання                |                                                          | 32,5%                                                    | 32,5%                                                    |
| Природні ресурси, сільське господарство                  | Природні ресурси, сільське господарство                  |                                                          | 8,6%                                                     | 8,6%                                                     |
| Виробництво                                              | Виробництво                                              |                                                          | 2,9%                                                     | 2,9%                                                     |

## Клімат
Середня річна температура становить 3,5°C, середня максимальна – 19,3°C, а середня мінімальна – -16°C. Середня річна кількість опадів – 663 мм.
| Клімат поселення                              | Клімат поселення | Клімат поселення | Клімат поселення | Клімат поселення | Клімат поселення | Клімат поселення | Клімат поселення | Клімат поселення | Клімат поселення | Клімат поселення | Клімат поселення | Клімат поселення | Клімат поселення |
| Показник                                      | Січ.             | Лют.             | Бер.             | Квіт.            | Трав.            | Черв.            | Лип.             | Серп.            | Вер.             | Жовт.            | Лист.            | Груд.            |                  |
| Середній максимум, °C                         | −1,88            | 0,96             | 5,50             | 10,52            | 15,37            | 19,30            | 18,98            | 18,98            | 13,99            | 8,68             | 0,97             | −3,27            |                  |
| Середня температура, °C                       | −8,96            | −6,1             | −1,57            | 3,47             | 8,30             | 12,23            | 15,07            | 15,06            | 10,07            | 4,77             | −2,95            | −7,18            |                  |
| Середній мінімум, °C                          | −16,01           | −13,19           | −8,64            | −3,6             | 1,24             | 5,17             | 11,16            | 11,16            | 6,16             | 0,86             | −6,86            | −11,09           |                  |
| Норма опадів, мм                              | 58               | 45               | 48               | 45               | 63               | 74               | 52               | 40               | 51               | 51               | 77               | 59               |                  |
| Середньомісячна швидкість вітру, м/с          | 3.46             | 3.20             | 3.50             | 3.46             | 3.34             | 3.22             | 2.96             | 2.81             | 2.91             | 3.21             | 3.44             | 3.28             |                  |
| Середньомісячна сонячна радіація, кДж/м²·день | 4042             | 7615             | 12313            | 16682            | 20207            | 21683            | 23510            | 20054            | 14238            | 8506             | 4238             | 3146             |                  |
| --------------------------------------------- | ---------------- | ---------------- | ---------------- | ---------------- | ---------------- | ---------------- | ---------------- | ---------------- | ---------------- | ---------------- | ---------------- | ---------------- | ---------------- |
| Джерело:                                      |                  |                  |                  |                  |                  |                  |                  |                  |                  |                  |                  |                  |                  |